# 罗德里戈·莫雷诺·马查多
罗德里戈·莫雷诺·马查多（葡萄牙語：Rodrigo Moreno Machado，1991年3月6日—）是一名出生于巴西的西班牙足球运动员。现效力于卡塔爾星級足球聯賽球会艾雷恩，司职前锋。西班牙國家足球隊成員。

## 俱乐部生涯

### 皇家马德里
罗德里戈在2005年成为西班牙北部球队塞尔塔俱乐部的一员，17岁的罗德里率领塞尔塔青年队在所在级别的比赛中所向披靡，并杀入到最后的冠军对抗赛。2009年被带到了西班牙最著名的青训基地皇马的巴尔德巴贝斯，在一年之内他从皇马C队的球员快速蹿升为皇马B队前锋线的绝对主力。在皇马二队的出色表演之后，罗德里戈迅速被西班牙U19国家队召入旗下，在出场10次中打进6球依旧保持着高进球率。

### 本菲卡
2010年7月31日，罗德里戈和葡超球会本菲卡签约5年，具体转会金额并未透露。合同规定，皇家马德里在未来两个赛季内可以以1200万欧元的价格回购。

### 博尔顿
2010年8月31日，本菲卡将罗德里戈外借至英超球会博尔顿一年 。9月21日，他在和伯恩利的联赛杯中首次代表博尔顿出场。10月24日，他完成自己英超首秀，在和维甘竞技的联赛中替补出场。2011年1月5日，他在博尔顿和维甘竞技的联赛中打进自己首个英超进球。赛季结束后，罗德里戈回归本菲卡。

### 巴伦西亚
2014年8月23日，羅德里戈在巴伦西亚首次亮相，在最終1-1客場戰平塞維利亞的比賽踢滿了90分鐘。

### 列斯聯
2020年8月29日，列斯聯以2,700萬英鎊從華倫西亞簽下洛迪高，雙方簽約四年 。
2020年9月20日，洛迪高在英超對利物浦3-4落败的比賽中首次亮相 。
2020年10月3日，洛迪高在對曼城的比賽中，打進了自己的第一個列斯聯入球，以1-1逼和曼城。

## 国家队生涯
罗德里戈在2010年夏季曾经代表西班牙U19国家队参加欧洲U-19足球锦标赛，他在决赛中打进一球，但西班牙依然以1比2输给法国U19国家队，屈居亚军。

## 個人生活
洛迪高出生在巴西，幼年時移居西班牙。他的父親前巴西足球運動員阿達貝托與1994年國際足協世界盃冠軍马齐尼奥在維戈開設了一所足球學校。他是後者兒子利物浦足球運動員蒂亞戈·阿爾坎塔拉和巴黎圣日耳曼足球運動員拉芬拿·艾簡達拿的兒時朋友。。

## 榮譽

### 球會
巴伦西亚
- 西班牙國王盃冠軍：2018–19賽季

### 國家隊
西班牙U21
- 歐洲U-21足球錦標賽冠軍：2013年